# ビショップ (カリフォルニア州)
ビショップ（英: Bishop、元はビショップクリーク）は、アメリカ合衆国カリフォルニア州中部インヨー郡の都市である。2000年国勢調査では人口3,575人だったが2010年では3,879人となり、8.5％増加した。インヨー郡の中では最大の都市だが、郡庁所在地は南のインデペンデンスである。オーウェンズ川バレーの北端に位置し、標高は4,147フィート (1,264 m) である。町の名前はシエラネバダ山脈から流れ出るビショップクリークに因んで名づけられたが、このクリークの名前はオーウェンズ川バレーの開拓者サミュエル・アディソン・ビショップに因んだものだった。

## 歴史
ビショップクリークの郵便局は1870年から1880年と1935年から1938年まで運営された。ビショップの最初の郵便局は1889年に開局された。
1913年、成長するロサンゼルス市の水需要に応じるために、オーウェンズ川の水を引いてロサンゼルス上水路に繋げた。その時点からオーウェンズ川バレーの文化と環境は大きく変わってきた。1910年代から1930年代、ロサンゼルス水道電力局がバレーの水権や支配権の多くを買収した。ビショップの経済は農夫たちがその土地を売った時に下降した。ビショップの住人で音響効果の専門家ジャック・フォリーがロサンゼルスのボス数人を説得してビショップの町は西部劇の撮影に理想的な場所であることを確信させたときに、その不況が軽減された。

## 地理
ビショップはオーウェンズ川バレーの北端、オーウェンズ川の西岸にある。
オーウェンズ川バレーを南北に抜ける主要道路でありインランド・エンパイアとネバダ州リノを繋ぐアメリカ国道395号線が市内を通っている。この国道はカリフォルニア州道14号線によりパームデールを経由してロサンゼルス市にも繋がっている。またアメリカ国道6号線の西の終点でもある。ビショップ・コロニーのビショップ・コミュニティに住むパイユート・ショショーニ族インディアンが町の西の土地を支配している。ロサンゼルス水道電力局がこの地域上流と周辺の多くを支配している。
ビショップはシエラネバダ山脈の直ぐ東、ホワイト山脈の西にある。西のハンフリーズ山（標高13,986フィート、4,263 m）、北東のホワイト山（標高14,242フィート、4,341 m）および北西のピラミッド形をしたトム山（標高13,658フィート、4,163 m）など多くの峰峰が町から近い距離にある。ベースン山（標高13,187フィート、4,019 m）も西に視認でき、バターミルク高地の上に聳えている。
ビショップは北緯37度21分49秒 西経118度23分42秒 / 北緯37.36361度 西経118.39500度に位置する。アメリカ合衆国国勢調査局に拠れば、市域全面積は1.8平方マイル (4.5 km2)であり、全て陸地である。
ビショップは「世界のラバの首都」として知られており、メモリアルデーの週には1969年以来ビショップ・ミュール・デーズと呼ばれる1週間の祭りが開催されており、この地域に対する運搬用ラバの貢献を祝っている。この祭りには主に南カリフォルニア地域から多くの観光客を集めている。
ビショップはまたロッククライミングでも知られている。町の近くには多くのクライミングスポットがあり、世界中からの愛好家を集めている。ボルダリングのスポットも2000か所以上ある。岩の種類は主に火砕岩と花崗岩の2種である。

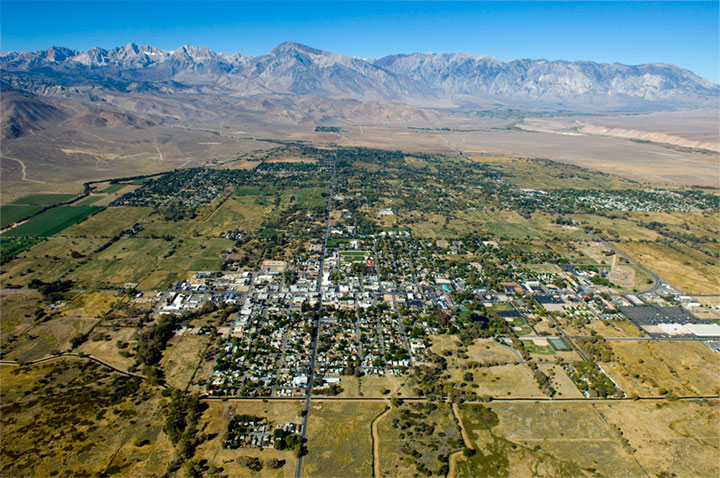
ビショップの空中写真

### 著名な場所
- エリック・シャットのパン屋、1907年創業
- インヨー国立の森監督官事務所
- パイユート族インディアン居留地
- ローズ鉄道博物館
- マウンテン・ライト・ギャラリー[5]

## 気候
ビショップは、オーウェンズ・バレーの他の地域と同様に乾燥した気候であり、平均年間降水量は5.02インチ (128 mm) である。最も降水量が多かったのは1969年の17.09インチ (434 mm)、最も少なかったのは1989年の1.81インチ (46 mm) だった。計測可能な降水日は平均29日ある。月間降水量が最も多かったのは1969年1月の8.93インチ (227mm) だった。24時間雨量での最大は1969年1月4日の4.00インチ (102 mm) だった。降雪は年平均8.4インチ (21.3 cm) である。最も降雪量が多かった年は1969年の57.1インチ (179 cm)、月間降雪量が最も多かったのは1969年1月の23.2インチ (59 cm) だった。
年間平均で90 °F (32 ℃) を超える日が96.7日あり、32 °F (0 ℃) を下回る日が142.1日ある。過去最高気温は2002年7月19日の110 °F (43 ℃)、最低気温は1988年12月27日の−8 °F (−22 ℃) である。夏は90 °Fを上回るのが普通だが、大変低い湿度のために夜間の気温は50 °F (10 ℃) 台まで下がることになる。 
| ビショップの気候                                  | ビショップの気候 | ビショップの気候 | ビショップの気候 | ビショップの気候 | ビショップの気候 | ビショップの気候 | ビショップの気候 | ビショップの気候 | ビショップの気候 | ビショップの気候 | ビショップの気候 | ビショップの気候 | ビショップの気候 |
| 月                                                | 1月              | 2月              | 3月              | 4月              | 5月              | 6月              | 7月              | 8月              | 9月              | 10月             | 11月             | 12月             | 年               |
| ------------------------------------------------- | ---------------- | ---------------- | ---------------- | ---------------- | ---------------- | ---------------- | ---------------- | ---------------- | ---------------- | ---------------- | ---------------- | ---------------- | ---------------- |
| 最高気温記録 °C （°F）                            | 25 (77)          | 27 (81)          | 31 (87)          | 34 (93)          | 39 (102)         | 43 (109)         | 43 (110)         | 42 (107)         | 44 (112)         | 36 (97)          | 29 (84)          | 26 (78)          | 44 (112)         |
| 平均最高気温 °C （°F）                            | 12 (53.6)        | 14.7 (58.4)      | 17.9 (64.3)      | 22.3 (72.1)      | 27.3 (81.2)      | 33.1 (91.5)      | 36.6 (97.9)      | 35.4 (95.8)      | 30.9 (87.6)      | 24.4 (76.0)      | 16.9 (62.4)      | 12.4 (54.3)      | 23.66 (74.59)    |
| 平均最低気温 °C （°F）                            | −5.3 (22.4)      | −3.1 (26.4)      | −0.6 (31.0)      | 2.2 (36.0)       | 6.5 (43.7)       | 10.4 (50.7)      | 13.2 (55.7)      | 12.1 (53.7)      | 8.3 (46.9)       | 2.8 (37.1)       | −2.7 (27.1)      | −5.8 (21.6)      | 3.16 (37.69)     |
| 最低気温記録 °C （°F）                            | −22 (−7)         | −19 (−2)         | −13 (9)          | −9 (15)          | −4 (25)          | −2 (29)          | 1 (34)           | 3 (37)           | −3 (26)          | −9 (16)          | −15 (5)          | −22 (−8)         | −22 (−8)         |
| 降水量 mm （inch）                                | 22.4 (0.88)      | 24.6 (0.97)      | 15.7 (0.62)      | 6.1 (0.24)       | 6.6 (0.26)       | 5.3 (0.21)       | 4.3 (.17)        | 3.3 (.13)        | 7.1 (.28)        | 5 (0.2)          | 11.2 (0.44)      | 15.7 (0.62)      | 127.5 (5.02)     |
| 出典：Western Regional Climate Center August 2010 |                  |                  |                  |                  |                  |                  |                  |                  |                  |                  |                  |                  |                  |

## 人口動態
以下は2000年の国勢調査による人口統計データである。
| 基礎データ - 人口: 3,575人 - 世帯数: 1,684世帯 - 家族数: 831家族 - 人口密度: 788.8人/km2（2,042.5人/mi2） - 住居数: 1,867軒 - 住居密度: 411.9軒/km2（1,066.7軒/mi2） 人種別人口構成 - 白人: 84.62% - アフリカン・アメリカン: 0.20% - ネイティブ・アメリカン: 2.04% - アジア人: 1.26% - 太平洋諸島系: 0.03% - その他の人種: 6.49% - 混血: 5.37% - ヒスパニック・ラテン系: 17.37% 年齢別人口構成 - 18歳未満: 24.2% - 18-24歳: 7.3% - 25-44歳: 26.5% - 45-64歳: 22.8% - 65歳以上: 19.2% - 年齢の中央値: 40歳 - 性比（女性100人あたり男性の人口） - 総人口: 91.8 - 18歳以上: 90.0 | 世帯と家族（対世帯数） - 18歳未満の子供がいる: 26.2% - 結婚・同居している夫婦: 33.5% - 未婚・離婚・死別女性が世帯主: 11.8% - 非家族世帯: 50.6% - 単身世帯: 44.2% - 65歳以上の老人1人暮らし: 19.1% - 平均構成人数 - 世帯: 2.08人 - 家族: 2.93人 収入と家計 - 収入の中央値 - 世帯: 27,338米ドル - 家族: 34,423米ドル - 性別 - 男性: 23,433米ドル - 女性: 24,545米ドル - 人口1人あたり収入: 17,660米ドル - 貧困線以下 - 対人口: 16.3% - 対家族数: 14.0% - 18歳未満: 23.0% - 65歳以上: 6.0% |

## 政治
カリフォルニア州議会では、上院の第18および下院の第18選挙区に属している。連邦議会下院ではカリフォルニア州第25選挙区に属しており、クック投票動向指数は共和党+7となっている。2010年時点で全て共和党議員が務めている。
ビショップ市は独自の警察を維持している（インヨー郡では唯一）が、市郊外部にはインヨー郡保安部の署もある。カリフォルニア州ハイウェイパトロールも市内に事務所を構えている。救急サービスはサイモンズ・アンビュランスが提供している。

## 著名な出身者と住人
- ガレン・ローウェルとその妻バーバラ、自然写真家、登山家、イースタン・シエラ地域空港で夫妻が死ぬまでビショップに住んでいた
- スタントン・バーレット、スタントマン、NASCARのドライバー
- マット・ウィリアムズ、元メジャーリーグベースボール選手、ビショップ生まれ
- ホレース・M・オールブライト、アメリカ合衆国国立公園局2代目局長、1890年ビショップ生まれ
- ロバート・クルーニー、画家、ビショップで数十年間住み、絵を描いた
- ジル・キンモット、スキー選手、1955年の事故で身体麻痺、ビショップで育った
- ロバート・ブレイ、俳優、CBSのテレビ番組ラッシーでは1964年から1968まで森林レンジャーのコリー・スチュアートを、ABCの駅馬車西へでは1960年から1961年までサイモン・ケーンを演じた。ビショップに引退し、1983年に65歳で死んだ
- リチャード・エア、元子役、駅馬車西へではブレイの息子を演じた。ビショップで教師をしていた
- トッド・グリフィン、テレビ俳優（1953年-1961年）、2002年にビショップで死んだ
- ピーター・クロフト、登山家、ビショップ在住

## メディア
ビショップで聴取できるラジオ局はAM2局、FM5局がある。視聴できるテレビ局は2局ある。